# Железнодорожная катастрофа под Щекоцинами
Железнодорожная катастрофа под Щекоци́нами — лобовое столкновение двух поездов, которое произошло в 20:55 3 марта 2012 года возле села Халупки у города Щекоцины на юге Польши.
Столкновение произошло на 21-м километре железнодорожной линии № 64, связывающую главную магистраль Варшава—Катовице с Краковом. Ехавший с севера поезд следовал по маршруту Варшава—Краков, а ехавший с юга — по маршруту Пшемысль—Варшава. Место столкновения находится на путевом участке между зонами ответственности диспетчерских постов в посёлках Стажины и Спрова.
В катастрофе погибло 16 человек, включая локомотивные бригады обоих поездов. 61 человек пострадал.
Согласно заключению польской Комиссии Расследования Железнодорожных Происшествий, главным виновником катастрофы стал диспетчер из Стажин, не проконтролировавший в должной степени проезд состава по неисправному стрелочному переводу, который регулярно давал сбои в системе. Косвенными причинами стали также некачественный ремонт упомянутой стрелки, посредственный уровень ознакомленности диспетчера в Спрове с новым электронным оборудованием и игнорирование машинистами обоих поездов противоречивых сигналов светофоров. Оба диспетчера были привлечены к уголовной ответственности.

## Реконструкция событий

### Предпосылки
В конце 2011 и начале 2012 года на железнодорожной линии №64, как и на многих линиях в Польше в те годы, проходила модернизация. В марте началась вторая фаза реконструкции путей. От конечной станции Козлув до разъезда в Спрове начались ремонтные работы на первом (правом в направлении Стажин и Конецполя) пути. Движение по нему было закрыто а второй (левый) путь временно использовался для движения в обоих направлениях до стрелочного перевода в Спрове. Спровский диспетчерский пункт был недавно модернизирован и стал на тот момент новейшим в Польше.
Стажинский участок линии был уже отремонтирован в первой фазе реконструкции. Несмотря на это, стрелочный перевод 3/4 между первым и вторым путями сразу после примыкания к линии однопутного ответвления с главной Варшавско-Катовицкой магистрали, был установлен с браком, в связи с чем система контроля движения регулярно давала сбои сигналов на перегоне между Стажинами и Спровой. В одном только феврале 2012 года случилось два таких сбоя, при относительной норме один раз в год-полтора. На тот момент, на железных дорогах Польши такие ситуации считались относительно нормальными. Ремонт бракованных стрелок проводился далеко не всегда, предупреждения и сбои системы игнорировались, а поезда проезжали аварийные участки пути на мигающий белый, так называемый "замещающий сигнал" (пол. Sygnał zastępczy; аналог пригласительного сигнала на железных дорогах бывшего СССР), позволяющий проехать красный сигнал с позволения и приказа диспетчера.
За день до катастрофы на пункте Стажины произошёл инцидент с неправильно проложенным маршрутом. Местный дежурный диспетчер, собираясь проложить прямой маршрут до Конецполя, ошибочно перевёл стрелки в сторону ответвления на главную магистраль. Серьёзного происшествия не произошло. Состав на реверсивном ходу проехал 800 метров обратно к разъезду и продолжил движение в правильном направлении. Дежурный сообщил об инциденте в Центр Управления Железнодорожного Движения, но ведущий линии №64 о данном инциденте умолчал перед высшим руководством PKP. Диспетчер не понёс никакой ответственности и на следующий день, 3 марта в 20:00 как обычно принял смену и провёл пару поездов между своим и спровским участком.

### Катастрофа

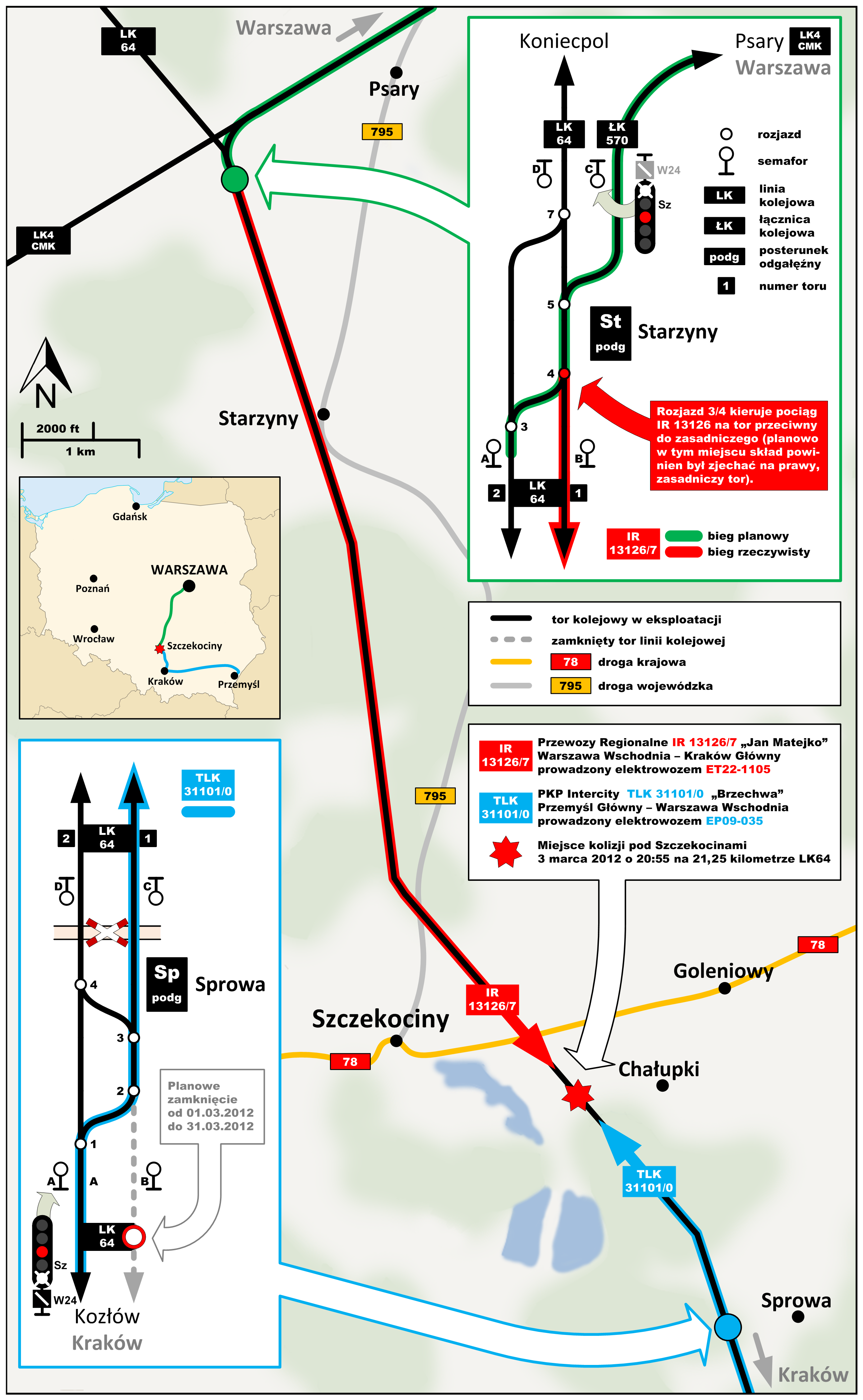
Приблизительное развитие событий на карте

В 20:40 из Псар, находящихся на центральной магистрали, отправился поезд InterRegio 13126 "Ян Матейко" сообщением Варшава—Краков, о чём дежурный в Стажинах получил уведомление и начал готовить маршрут для съезда этого поезда с магистрали на линию 64. В то же самое время на другом конце линии из Козлова к разъезду в Спрове по второму пути подъехал поезд TLK 31100 "Ян Бжехва" сообщением Перемышль—Варшава. Дежурная в Спрове заранее подготовила данному составу классический маршрут со съездом на первый путь и уведомила об этом коллегу в Стажинах. Стажинский диспетчер дал согласие на проезд TLK 31100 по первому пути и зарезервировал для приближающегося с его стороны состава IR 13126 второй путь. Но стрелочный перевод 3/4 в очередной раз заклинило, сигнализирующая о правильно установленном маршруте лампа не загорелась и путь остался заблокирован. Так как температура снаружи была ниже ноля, дежурный предположил, что остряки стрелок замёрзли, и включил их обогрев. Тем не менее, это не помогло. Диспетчер доложил о ситуации в Псары и машинисту IR 13126, предупредив о предстоящей возможной задержке. После этого он покинул своё рабочее место и ушёл визуально проверить проблемную стрелку самостоятельно. Та была поставлена по маршруту, хотя осмотр был проведён только визуально — без попыток физически взаимодействовать со стрелкой и убедиться в её стабильном положении. Дежурный вернулся обратно и подал стоящему перед разъездом поезду замещающий сигнал. Примерно в 20:48 IR 13126 покинул разъезд Стажины и начал разгон. Дежурному высветилась сигнализация неприлегания остряков стрелки к пути, но тот, будучи абсолютно уверенным в исправности стрелочного перевода после недавнего контроля, выключил предупреждение. Вопреки рабочим предписаниям он не встал со своего места, визуально не сконтролировал проезжающий поезд и путь, по которому он едет. Со своего места ему была видна лишь крыша локомотива и вагонов. Фактически же, IR 13126 остался на первом пути. Кроме этого, локомотивная бригада не обратила никакого внимания на табло W24 (указатель открытого маршрута по неправильному пути), которое вопреки положению стрелки не засветилось и, соответственно, указывало на противоречие с поданным маршрутом.
В Спрове открытый маршрут по первому пути в направлении Стажин заблокировался, сигнал светофора поменялся на красный и машинист состава TLK 31100 уведомил об этом ДСП. Дежурная подала сообщение по радиосвязи своему коллеге в Стажины чтобы прояснить ситуацию. Вместо ответа последний нажатием тумблера "dPo2S" вручную заблокировал второй путь, что должно было автоматически освободить путь первый в случае использования замещающего сигнала. В Спрове это действие вызвало только лишь закрытие светофора по второму пути и спровский диспетчер поняла это как однозначную констатацию факта, что встречный поезд был пущен по второму, правильному для себя пути, а красный сигнал на первом высвечивается лишь из-за очередного брака уже упомянутых стрелочных переводов в Стажинах, о котором она была поставлена в известность. Поэтому она снова составила изначальный маршрут и, проигнорировав 5 предупреждений системы (из них два о занятом и заблокированном пути), подтвердила его, подав TLK 31100 замещающий сигнал и передав подтверждение по радиосвязи. При этом под светофором табло W24 продолжало ошибочно указывать поданный маршрут по второму, неправильному пути. Машинист TLK 31100 показание W24 также проигнорировал и продолжил движение.
В 20:52 состав съехал по стрелке на первый путь и покинул разъезд, начав разгоняться. Дежурная провела поезд и визуально сконтролировала его проезд мимо её поста. После этого она вернулась обратно и приготовилась встречать встречный поезд IR 13126. Тем не менее, за окном никаких признаков приближающегося состава не было видно, а на мониторе второй путь оставался хоть и с закрытым светофором, но пустым, поэтому диспетчер ещё раз позвонила в Стажины. Стажинский дежурный нервно объяснил, что пустил состав по второму пути на замещающий сигнал и что нелогичные показания на пульте, видимо, вызваны ещё одним отказом системы. На растерянное замечание спровского диспетчера о том, что состав уже должен быть у неё, тот ответил, что "скорее всего, сейчас точно проедет" (пол. "No może już będzie, chyba na pewno"). Ни один из диспетчеров не усомнился в своих действиях и не догадался, что поезда находятся на одном пути. Так называемая команда "радиостоп", способная экстренно остановить все поезда на участке, не была задействована.
Примерно в 20:55, в 3,5 километрах от спровского ДСП, оба состава столкнулись.

### Последствия
В момент лобового столкновения IR 13126 успел сбросил скорость с путевых 120 до 40 км/ч, а TLK 31100, замедлился со 118 лишь до 96 км/ч. От силы столкновения локомотив EP09 поезда TLK взлетел в воздух, развернулся на 180 градусов и приземлился на два первых вагона своего состава, по инерции продолжавших ехать и столкнувшихся уже с локомотивом встречного состава. Первый пассажирский вагон между локомотивом ET22 и двигавшимися по инерции остальными вагонами состава IR телескопировался. Несколько вагонов сошли с рельс и скатились вниз по насыпи.
В катастрофе погибло 16 человек, включая машинистов и помощников двух локомотивов и проводника поезда IR, одной гражданки США и одной гражданки России. 61 человек был ранен, из них восемь иностранцев (граждане Украины, Молдовы и Чехии). Оба локомотива и 4 пассажирских вагона были уничтожены, ещё 7 вагонов остались повреждены. Также на месте аварии были серьёзно повреждены пути и контактная сеть.

## Расследование и приговоры
Расследование причин происшествия Комиссией Расследований Железнодорожных Происшествий продолжалось почти год. Официальное заключение было опубликовано 15 февраля 2013 года. Комиссия признала существенные ошибки в работе обоих диспетчеров в тот день, плохое качество обучения новых дежурных диспетчеров на линии, отсутствие должного контроля за их работой и.т.д. Стажинский диспетчер был Комиссией признан недостаточно компетентным — кроме действий, приведших к аварии, были также отмечены как минимум 8 ошибок в работе за предыдущий день, включая, например, неправильно записанные номера поездов и время их прибытия в диспетчерском журнале, отправление поездов без ясного подтверждения и согласия, уже упомянутый инцидент с неправильно проложенным маршрутом и.т.д.
Диспетчер стажинского ДСП осуждён на 4 года лишения свободы. Диспетчер спровского ДСП была также обвинена и приговорена к 2,5 годам лишения свободы за неправильную трактовку поданных из Стажин сигналов и осознанное решение пустить состав на уже занятый путь несмотря на все предупреждения новой электронной системы. Оба диспетчера свою вину не признали. После поданной апелляции, Катовицкий Апелляционный Суд не только не снизил сроки, но и продолжил их до 6 и 3,5 лет соответственно.

## Память
В Халупках и на месте катастрофы установлены памятные кресты.
Раз в год 3 марта машинисты проезжающих мимо составов подают в память о жертвах столкновения длинный гудок.